# Rushville Township (Illinois)
Pour les articles homonymes, voir Rushville Township.
Rushville Township est un township du comté de Schuyler dans l'Illinois, aux États-Unis,. En 2010, le township comptait une population de 2 722 habitants.

## Source de la traduction
- (en) Cet article est partiellement ou en totalité issu de l’article de Wikipédia en anglais intitulé « Rushville Township, Schuyler County, Illinois » (voir la liste des auteurs).